# Niviaq Korneliussen

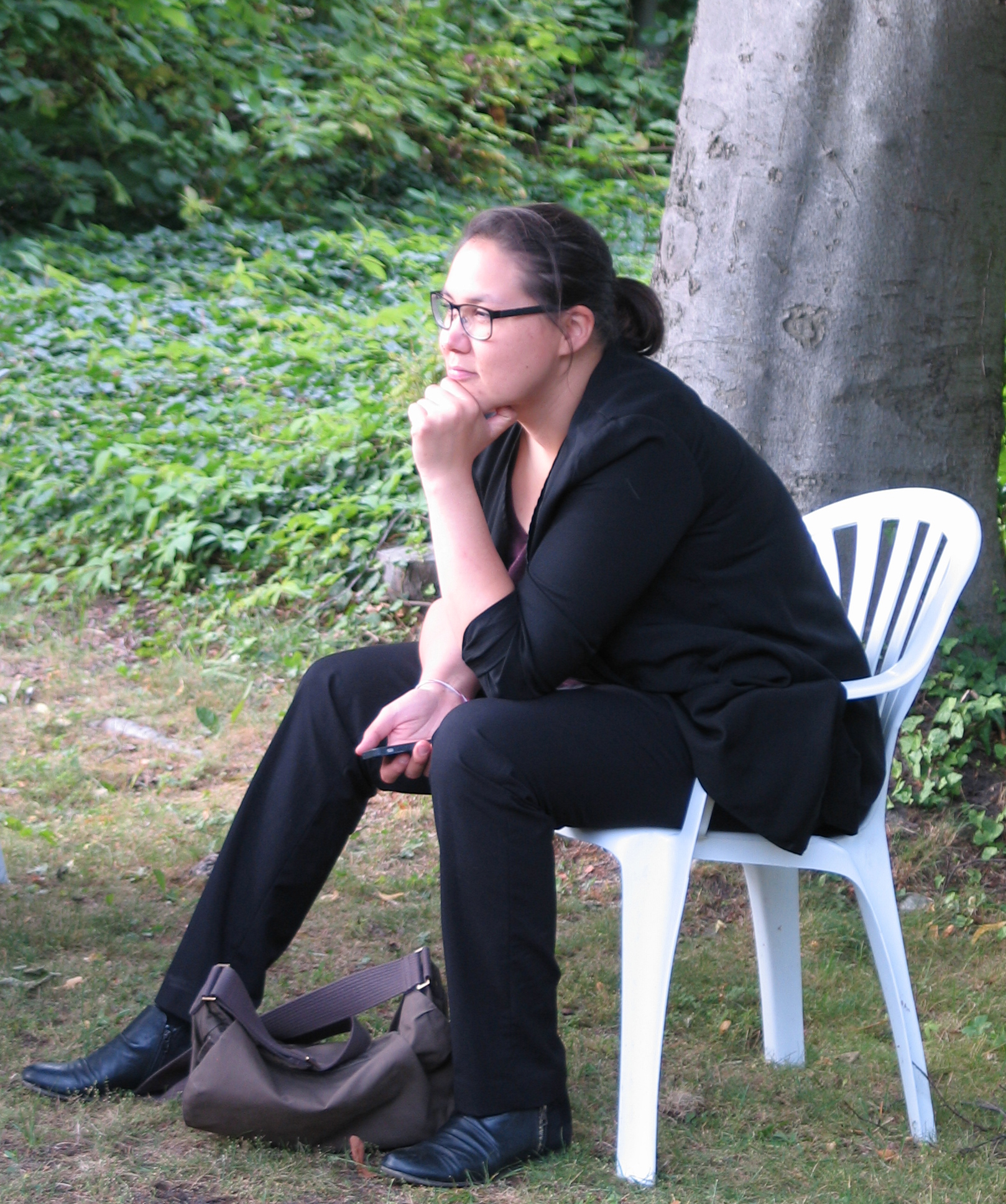
Niviaq Korneliussen (2016)

Niviaq Andrea Johanne Korneliussen (* 27. Januar 1990 in Nuuk) ist eine grönländische Schriftstellerin.

## Leben
Niviaq Korneliussen wurde in Nuuk geboren und wuchs in Nanortalik auf. Sie ist die zweite von drei Töchtern des Kindergarten- und Schulverwaltungschefs Jens Korneliussen und der Büroangestellten im Justizwesen Arnaq Abelsen. Sie studierte Gesellschaftswissenschaften am Ilisimatusarfik und anschließend Psychologie an der Universität Aarhus.
2012 nahm sie an dem Kurzgeschichtenwettbewerb Allatta! für junge Grönländer teil, wobei ihr Beitrag San Francisco als einer der zehn Gewinnerbeiträge ausgewählt wurde und daher in der Anthologie Inuusuttut – nunatsinni nunarsuarmilu / Ung i Grønland – ung i verden erschien. 2014 erschien ihr Debütroman HOMO sapienne über Homosexualität, Liebe und Identität in Grönland. Sie schrieb das Buch mit mentorischer Unterstützung der Schriftstellerin Mette Moestrup. Niviaq wurde für das Buch von ihren eigenen Erfahrungen mit ihrer Homosexualität inspiriert. Das Werk wurde für den Literaturpreis der Politiken sowie den Literaturpreis des Nordischen Rates nominiert und in zahlreiche Sprachen übersetzt. 2020 veröffentlichte sie ihren zweiten Roman Naasuliardarpi/Blomsterdalen, der sich mit Suizid in Grönland beschäftigt. Dieser erhielt 2021, als erster grönländischer Beitrag überhaupt, den Literaturpreis des Nordischen Rates.
Sie war von 2015 bis 2016 Repräsentationsmitglied in Nordatlantens Brygge und von 2016 bis 2018 Aufsichtsratsmitglied in der Nordischen Kulturstiftung.
Niviaq Korneliussen ist liiert mit der Sängerin Nina Kreutzmann Jørgensen (* 1977).

## Werke
- San Francisco (2012)
  - erschienen in: Inuusuttut – nunatsinni nunarsiarmilu (2013). ISBN 978-87-92790-18-7
  - erschienen in: Ung i Grønland – ung i verden (2015). ISBN 978-87-92790-43-9
  - erschienen in The Dark Blue Winter Overcoat & Other Stories from the North (2017). ISBN 978-1-78227-382-0
- Homo Sapienne (2014). ISBN 978-87-92790-44-6
  - übersetzt ins Dänische von ihr selbst: Homo Sapienne (2014). ISBN 978-87-92790-65-1
  - übersetzt ins Deutsche von Giannina Spinty-Mossin und Katja Langmaier: Nuuk #ohne Filter. Zaglossus, Wien 2016, ISBN 978-3-902902-47-4
  - übersetzt ins Französische von Inès Jorgensen: Homo sapienne (2018). ISBN 978-2-924519-58-5
  - übersetzt ins Englische (Großbritannien) von Anna Halager: Crimson (2018). ISBN 978-0-349-01056-4
  - übersetzt ins Englische (USA) von Anna Halager: Last night in Nuuk (2019). ISBN 978-0-8021-4674-8
  - übersetzt ins Tschechische von Zdeněk Lyčka: Homo Sapienne (2019). ISBN 978-80-257-2841-3
  - übersetzt ins Polnische von Agata Lubowicka: Homo Sapienne (2021). ISBN 978-83-953485-6-3
- Naasuliardarpi (2020). ISBN 978-87-93941-15-1
  - übersetzt ins Dänische von ihr selbst: Blomsterdalen (2020). ISBN 978-87-02-27838-5
  - übersetzt ins Norwegische von Kyrre Andreassen: Blomsterdalen (2021). ISBN 978-82-05-54809-1
  - übersetzt ins Französische von Inès Jorgensen: La vallée des fleurs (2022). ISBN 978-2-925141-10-5
  - übersetzt ins Polnische von Agata Lubowicka: Dolina Kwiatów (2022). ISBN 978-83-8191-546-5
  - übersetzt ins Schwedische von Johanne Lykke Naderehvandi: Blomsterdalen (2023). ISBN 978-91-1-312317-2
  - übersetzt ins Deutsche von Franziska Hüther: Das Tal der Blumen (2023). ISBN 978-3-442-76239-2
  - übersetzt ins Italienische von Francesca Turri: La valle dei fiori (2023). ISBN 978-88-7091-670-6
  - übersetzt ins Nordsamische: Lieddevággi (2024). ISBN 978-82-329-0582-9
  - übersetzt ins Katalanische von Maria Rosich: La vall de les flors (2025). ISBN 9791387726041.